# Nadejda Grinfeld
Nadejda Grinfeld, geborene Königschatz, (russisch Надежда Евгеньевна Гринфельд Nadeschda Jewgenjewna Grinfeld; * 1887 in Kischinau, Gouvernement Bessarabien; † 1918 oder später) war eine russische Revolutionärin und Politikerin.

## Leben
Grinfeld war die Tochter des vereidigten Anwalts Jewgeni Semjonowitsch (Samoilowitsch) Königschatz (1861–1939) und seiner Frau Olga Wilhelmowna (Wassiljewna) geborene Bernstein, die ein Kindertagesheim leitete. Beide stammten aus Arzt-Dynastien. Der Großvater Samuil Issaakowitsch Königschatz war der Stadtarzt von Belz, während der Großvater Wilhelm Wikentjewitsch Bernstein Arzt und Kollegienrat (6. Rangklasse) in Kischinau war. Grinfelds Großmutter Marija Grigorjewna Königschatz geborene Kogan war Literatin und schrieb für die St. Petersburger Wochenzeitungen Wos'chod und Rasswet für die russischen Juden.
1903 wurde Grinfeld Mitglied der Kischinau-Abteilung des Bunds. Während der Russischen Revolution 1905 führte sie in Odessa eine Bund-Selbstverteidigungsgruppe. Sie heiratete den vereidigten Anwalt Pjotr Issaakowitsch Grinfeld (1877–nach 1939), der sich an den Aktivitäten des Bunds beteiligte und 1904 Delegierter auf dem Bund-Kongress in Bern war, und hatte mit ihm den Sohn Lew (* 1908).
Später trat Nadejda Grinfeld der RSDRP bei. Sie betätigte sich in den menschewistischen Organisationen in Odessa, Kiew und St. Petersburg bzw. dann Petrograd und Kronstadt.
In der Zeit der Oktoberrevolution war Grinfeld Abgeordnete der bessarabischen Nationalversammlung Sfatul Țării, in der sie eine Gegenposition zu der einzigen anderen Abgeordneten Elena Alistar vertrat.  Grinfeld plädierte für die Unabhängigkeit Bessarabiens vom Königreich Rumänien und die spätere Vereinigung mit Sowjetrussland. Ihr Vater war ebenfalls Abgeordneter des Sfatul Țării und Mitglied der Kischinauer Stadtduma sowie Assistent des Kommissars der Übergangsregierung in Kischinau. Im Dezember 1917 beschloss der Sfatul Țării die Gründung der Republica Democratică Moldovenească. Ab Januar 1918 wurde diese Republik von Truppen des Königreichs Rumänien besetzt. Im Januar 1918 wurden beim Versuch, den Dnister zu überqueren, die Sfatul-Țării-Abgeordneten Grinfeld, Wassili Rudjew, Fjodor Kotaros, Dmitri Prachnizki, Iwan Panzyr, Pjotr Tschumatschenko und Nikolai Kowsan von rumänischen Gendarmen erschossen. Im Dezember 1918 wurde die Republica Democratică Moldovenească vom Königreich Rumänien annektiert.
Unter dem Namen Frieda Königschatz war Grinfeld mit ihrem Vater die Hauptperson in Semjon Jefimotisch Resniks Theaterstück und Roman Krowawaja Karussel (Blutiges Karussell).